# Harberton
Harberton – wieś i civil parish w Anglii, w hrabstwie Devon, w dystrykcie South Hams. Harberton to także civil parish, na terenie której znajduje się wieś Harbertonford (przy głównej drodze A381). Leży 37 km na południe od miasta Exeter i 280 km na południowy zachód od Londynu. W 2011 roku civil parish liczyła 1303 mieszkańców.